# Liste der Grade-I-Bauwerke in Rutland
| Lage von Rutland in England |

Diese Liste der Grade-I-Bauwerke in Rutland nennt die Grade-I-Listed Buildings in Rutland.
Von den rund 373.000 Listed Buildings in England sind rund 9000, also etwa 2,4 %, als Grade I eingestuft. Davon befinden sich etwa 28 in Rutland.

## Liste
1. Church of All Saints, Oakham, LE15
2. Church of Saint Peter and Saint Paul, Exton and Horn, LE15
3. Church of St Andrew, Lyddington, LE15
4. Church of St Andrew, Stoke Dry, LE1
5. Church of St Andrew, Whissendine, LE15
6. Church of St Edmund, Egleton, LE15
7. Church of St John, Ryhall, PE9
8. Church of St John the Baptist, North Luffenham, LE15
9. Church of St Mary, Ashwell, LE15
10. Church of St Mary, Edith Weston, LE15
11. Church of St Mary, Ketton, PE9
12. Church of St Mary, Morcott, LE15
13. Church of St Mary, Greetham, LE15
14. Church of St Peter, Brooke, LE15
15. Church of St Peter, Empingham, LE15
16. Church of St Peter, Tickencote, PE9
17. Church of St Peter and St Paul, Great Casterton, PE9
18. Church of St Peter and St Paul, Langham, LE15
19. Church of St Peter and St Paul, Market Overton, LE15
20. Gateway to Oakham Castle, Oakham, LE15
21. House with Wings, stables and Collonades, Burley, LE15
22. Luffenham Hall, North Luffenham, LE15
23. Market Cross, Oakham, LE15
24. Oakham Castle, Oakham, LE15
25. Stocks, Oakham, LE15
26. The Bede House, Lyddington, LE15
27. The Elizabethan School Room, Uppingham, LE15
28. Watch Tower, Lyddington, LE15